# Epipedobates maculatus
Epipedobates maculatus (tên tiếng Anh: Confusing Poison Frog) là một loài ếch thuộc họ Dendrobatidae.
Đây là loài đặc hữu của Panama.
Môi trường sống tự nhiên của chúng là sông ngòi, đầm nước ngọt, và đầm nước ngọt có nước theo mùa.